# Huiwen (köpinghuvudort i Kina, Hainan Sheng, lat 19,46, long 110,72)
Huiwen är en köpinghuvudort i Kina. Den ligger i provinsen Hainan, i den södra delen av landet, omkring 76 kilometer sydost om provinshuvudstaden Haikou. Antalet invånare är 30 644. Befolkningen består av 14 795 kvinnor och 15 849 män. Barn under 15 år utgör 16,0 %, vuxna 15-64 år 68 %, och äldre över 65 år 14,0 %.
Närmaste större samhälle är Changpo, 18,1 km sydväst om Huiwen. Omgivningarna runt Huiwen är en mosaik av jordbruksmark och naturlig växtlighet.
Genomsnittlig årsnederbörd är 2 298 millimeter. Den regnigaste månaden är september, med i genomsnitt 397 mm nederbörd, och den torraste är januari, med 27 mm nederbörd.